# Nature morte aux pommes et aux oranges
Nature morte aux pommes et aux oranges est une huile sur toile du peintre français Paul Cézanne conservée au musée d'Orsay de Paris. Elle mesure 74 × 93 cm et date de 1899.

## Description
Cette toile représente une nature morte de pommes et d'oranges dans une coupe de fruits blanche et une petite assiette blanche posées sur des linges blancs, à côté d'une cruche à décor de fleurs sur fond blanc. Un tissu fleuri reprend les oppositions primaires de bleu foncé et d'orange. De plus Cézanne joue sur les lignes brisées des plis et les ronds des fruits. Ceux-ci débordent en effet de la coupe et de l'assiette et se sont répandus sur les linges blancs. Des ombres bleues donnent du volume aux surfaces blanches. Les plis du tissu, qui lui donnent son relief, sont marquées par des parties hachurées sombres et par des cernes. Les motifs de la nature morte sont disposés selon une diagonale,.
Cette toile s'inspire de la Nature morte au rideau, composée quelques mois plus tôt avec les mêmes objets et conservée aujourd'hui au musée de l'Ermitage de Saint-Pétersbourg.

## Histoire du tableau
Cézanne a peint de nombreuses natures mortes aux fruits. La première de ces natures mortes, des pêches dans une soucoupe bleue, date de 1862. Les premières pommes apparaissent en 1867. Celle-ci date a priori de 1899, soit dans la dernière décennie de la vie de l'artiste. 
Le tableau a appartenu ensuite à Gustave Geffroy, un critique d'art. Gustave Geffroy le revend en janvier 1907  à Bernheim-Jeune. Le comte Isaac de Camondo en fait l'acquisition en mai de la même année et le lègue au musée du Louvre l'année suivante, en 1908. Il fait ensuite partie de la collection du Musée d'Orsay, à la création de ce lieu.

## Postérité
En 1983, en guise de participation à une exposition collective organisée par Jean-Luc Chalumeau, où les artistes étaient invités à révéler leurs références picturales, le peintre Herman Braun-Vega réalise un tableau intitulé Caramba! dans lequel la nature morte centrale est le résultat de la fusion de La casserole émaillée de Picasso avec Pommes et oranges de Cézanne.